# Copa de Holanda de Ciclismo 2018
La 1.ª edición de la Copa de Holanda de Ciclismo de 2018 fue una serie de carreras de ciclismo en ruta que se realizó en Holanda. Comenzó el 11 de marzo con la Dorpenomloop Rucphen y finalizó el 26 de agosto con la Ronde van Midden-Nederland.
Formaron parte de la clasificación todos los ciclistas profesionales de Holanda que forman parte del UCI WorldTeam, Profesional Continental y Continental estableciendo un sistema de puntuación en función de la posición conseguida en cada clásica y a partir de ahí se crea la clasificación.
La Copa constaba de 6 carreras holandesas de un día en las categorías 1.2 del UCI Europe Tour, excepto las que declinan estar en esta competición.

## Sistema de puntos
En cada carrera, los primeros 30 corredores ganan puntos y el corredor con la mayor cantidad de puntos en general es considerado el ganador de la Copa de Holanda. Se llevan a cabo clasificaciones separadas para los mejores jóvenes (sub-23) y el mejor equipo.

### Clasificación individual
| Posición | 1   | 2  | 3  | 4  | 5  | 6  | 7  | 8  | 9  | 10 | 11 | 12 | 13 | 14 | 15 | 16 | 17 | 18 | 19 | 20 |
| Puntos   | 100 | 80 | 70 | 60 | 50 | 40 | 36 | 32 | 30 | 28 | 26 | 24 | 22 | 20 | 18 | 16 | 14 | 13 | 12 | 11 |

### Clasificación de los jóvenes
| Posición | 1   | 2  | 3  | 4  | 5  | 6  | 7  | 8  | 9  | 10 |
| Puntos   | 100 | 80 | 70 | 60 | 50 | 40 | 36 | 32 | 30 | 28 |

### Clasificación por equipos
| Posición | 1  | 2  | 3  | 4  | 5  | 6  | 7  | 8  | 9  | 10 |
| Puntos   | 30 | 28 | 26 | 24 | 22 | 20 | 19 | 18 | 17 | 16 |

## Carreras puntuables
| Clasificación | Clasificación | Clasificación                  | Clasificación       | Clasificación        | Clasificación                        | Clasificación                         |
| Pos.          | Fecha         | Carrera                        | Ganador             | Equipo               | Líder de la clasificación individual | Líder de la clasificación por equipos |
| ------------- | ------------- | ------------------------------ | ------------------- | -------------------- | ------------------------------------ | ------------------------------------- |
| 1.º           | 11 de marzo   | Dorpenomloop Rucphen           | Mikkel Bjerg        | Hagens Berman Axeon  | Mikkel Bjerg                         | Hagens Berman Axeon                   |
| 2.º           | 21 de abril   | Memorial Arno Wallaard         | Joshua Huppertz     | Team Lotto-Kern Haus | Cees Bol                             | SEG Racing Academy                    |
| 3.º           | 12 de mayo    | Tour de Overijssel             | Piotr Havik         | BEAT Cycling Club    | Cees Bol                             | SEG Racing Academy                    |
| 4.º           | 13 de mayo    | Vuelta a Holanda Septentrional | Julius van den Berg | BEAT Cycling Club    | Cees Bol                             | SEG Racing Academy                    |
| 5.º           | 10 de junio   | Midden Brabant-Poort Omloop    | Julius van den Berg | BEAT Cycling Club    | Cees Bol                             | SEG Racing Academy                    |
| 6.º           | 26 de agosto  | Ronde van Midden-Nederland     | Casper von Folsach  | ColoQuick            | Cees Bol                             | SEG Racing Academy                    |

## Clasificaciones Finales
Clasificaciones finales hasta la carrera Ronde van Midden-Nederland

### Individual
| Posición | Ciclista            | Equipo                      | Puntos |
| -------- | ------------------- | --------------------------- | ------ |
| 1.º      | Cees Bol            | SEG Racing Academy          | 292    |
| 2.º      | Julius van den Berg | SEG Racing Academy          | 200    |
| 3.º      | Harry Tanfield      | Canyon Eisberg              | 166    |
| 4.º      | Piotr Havik         | BEAT Cycling Club           | 111    |
| 5.º      | Maarten van Trijp   | Destil-Parkhotel Valkenburg | 102    |

### Jóvenes
| Posición | Ciclista            | Equipo              | Puntos |
| -------- | ------------------- | ------------------- | ------ |
| 1.º      | Julius van den Berg | SEG Racing Academy  | 200    |
| 2.º      | Mikkel Bjerg        | Hagens Berman Axeon | 100    |
| 3.º      | Rune Herregodts     | Lotto Soudal U23    | 80     |

### Equipos
| Posición | Equipo                      | Puntos |
| -------- | --------------------------- | ------ |
| 1.º      | SEG Racing Academy          | 123    |
| 2.º      | Delta Cycling Rotterdam     | 105    |
| 3.º      | Vlasman CT                  | 96     |
| 4.º      | Metec-TKH                   | 90     |
| 5.º      | Destil-Parkhotel Valkenburg | 81     |